# Montserrat Brotons Pascual
Montserrat Brotons Pascual (Beniarbeig, Marina Alta, 16 de setembre de 1998) és una jugadora de bàsquet valenciana.
Pivot, començà a practicar el basquetbol al Club Alcoià de Bàsquet i el Cabo Mar d'Alacant, i amb quinze anys s'incorporà a l'equip federatiu del Segle XXI de la Lliga Femenina 2. Tres anys després, marxà a jugar a la NCAA amb l'Oral Roberts Golden Eagles durant quatre temporades (2016-2020). De retorn a la competició estatal, fitxà pel Embutidos Pajariel Bembibre, debutant a la Lliga Femenina. La temporada següent fitxà per l'Agrupació Esportiva Sedis Bàsquet, amb el qual ha guanyat tres Lligues catalanes (2021, 2022, 2023), ha disputat la fase final de la Copa de la Reina (2022) i l'EuroCup Femenina. Després de tres temporades, l'estiu de 2024 fitxà per l'Araski AES.
Ha sigut internacional amb la selecció espanyola en categories de formació.